# Kriegerdenkmal Löbschütz

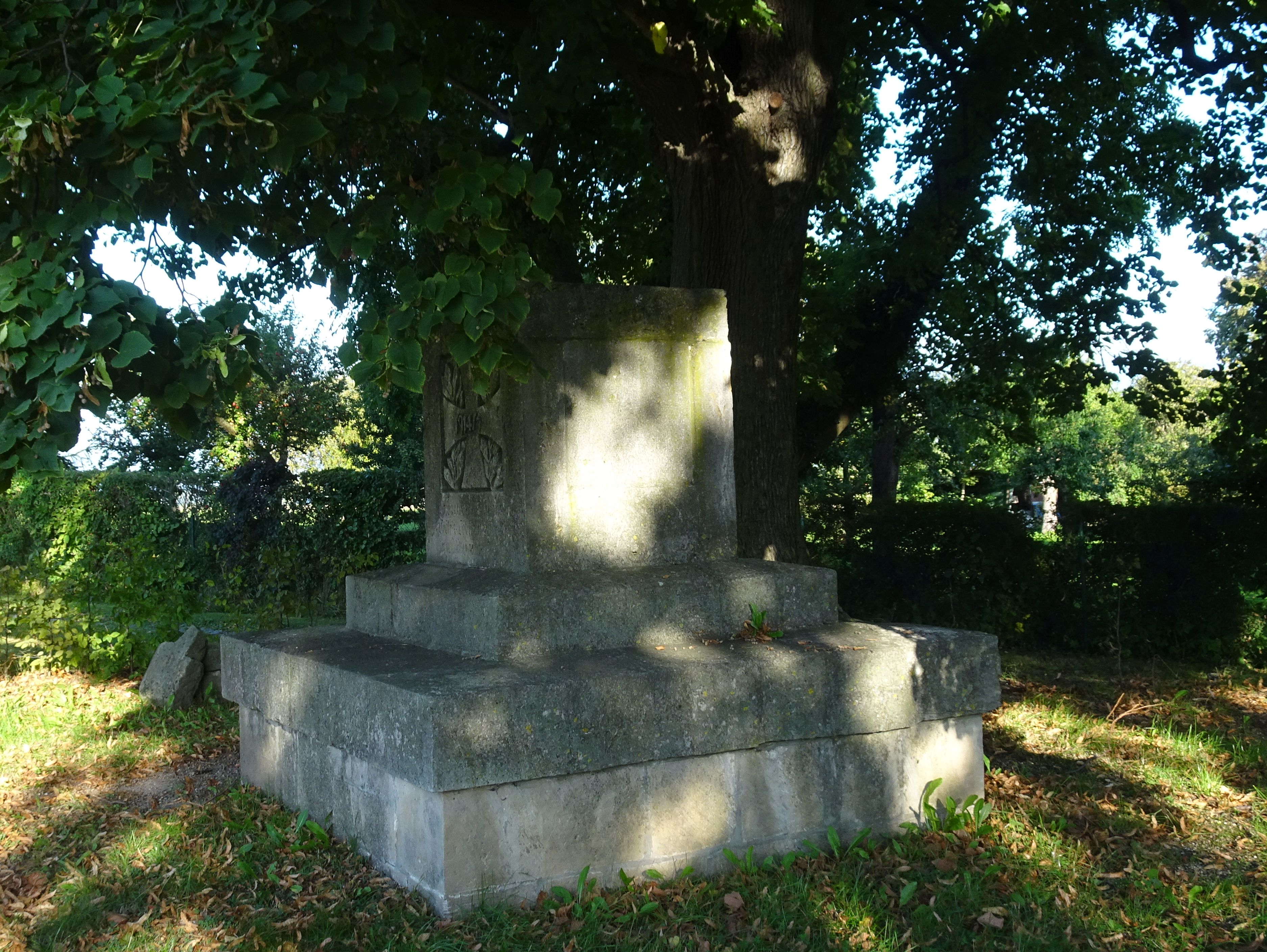
Kriegerdenkmal Löbschütz

Das Kriegerdenkmal Löbschütz ist ein denkmalgeschütztes Kriegerdenkmal in der Ortschaft Löbschütz des Ortsteils Crölpa-Löbschütz der Gemeinde Naumburg in Sachsen-Anhalt. Im örtlichen Denkmalverzeichnis ist die Gedenkstätte unter der Erfassungsnummer 094 95633 als Baudenkmal verzeichnet.
Das Kriegerdenkmal befindet sich westlich der Kirche des Ortes Löbschütz. Das Denkmal ist ein quadratischer Block auf einem einstufigen Sockel. Die Vorderseite wird durch ein Eisernes Kreuz verziert und enthält die Inschrift Den gefallenen Söhnen 1914/18 Die dankbaren Gemeinden Crölpa, Löbschütz, Freiroda und Rittergut Kreipitzsch. IN den Seiten waren ursprünglich die Namen der Gefallenen des Ersten Weltkriegs eingemeißelt, die infolge der Verwitterung heute nicht mehr lesbar sind.

## Quelle
- Kriegerdenkmal Löbschütz, abgerufen am 20. September 2017.